# James Jernigan
James E. Jernigan ist ein ehemaliger US-amerikanischer Politiker. In den Jahren 1987 bis 1990 bekleidete er das Amt des Bürgermeisters von Columbus, Georgia. Vor seiner Wahl zum Bürgermeister hatte er dem Stadtrat von Columbus, dem Columbus City Council, angehört.
Jernigan war seit Juli 1951 verheiratet und hatte zwei Kinder, eine Tochter und einen Sohn.